# Scapania curta
Scapania curta ist eine Lebermoosart der Klasse Jungermanniopsida. 

## Merkmale
Die Stämmchen werden bis drei Zentimeter lang und bilden gelbgrüne bis rötliche Rasen. Die Blätter sind bis zu einem Drittel der Länge geteilt. Die Blattlappen sind ungleich groß, gegen die Spitze hin sind sie entfernt gezähnt. Die Oberlappen sind eiförmig, zugespitzt und greifen nicht über das Stämmchen über. Die Unterlappen sind doppelt so groß wie die Oberlappen, eiförmig, zugespitzt und drei Viertel so breit wie lang. In der Blattmitte sind die Zellen 12 bis 20 × 25 bis 30 Mikrometer groß, ihre Zellecken sind deutlich verdickt. Am Blattrand stehen ein bis vier Reihen gleichmäßig verdickte Zellen. Die Cuticula ist glatt bis papillös. Jede Zelle enthält zwei bis vier Ölkörper. Brutkörper kommen vor.

## Verbreitung und Standorte
Die Art hat eine circumboreale Verbreitung und kommt vom Tiefland bis in die subalpine Höhenstufe vor. Sie wächst auf kalkfreier, nackter und eher feuchter Erde, selten auf kalkfreien Felsen. 

## Belege
- Jan-Peter Frahm, Wolfgang Frey, J. Döring: Moosflora. 4., neu bearbeitete und erweiterte Auflage (UTB für Wissenschaft, Band 1250). Ulmer, Stuttgart 2004, ISBN 3-8001-2772-5 (Ulmer) & ISBN 3-8252-1250-5 (UTB).